# Paranas
Pour les articles homonymes, voir Parana.
Paranas est une municipalité de la province du Samar, aux Philippines.
Sa population est de 29 327 habitants au recensement de 2010 sur une superficie de 556 km2, subdivisée en 44 barangays.